# Gonocaryum sleumeri
Gonocaryum sleumeri är en järneksväxtart som beskrevs av J.-f. Villiers. Gonocaryum sleumeri ingår i släktet Gonocaryum och familjen Stemonuraceae. Inga underarter finns listade i Catalogue of Life.